# Simon Chibuga Masondole
Simon Chibuga Masondole (* 2. Oktober 1972 in Bukiko, Distrikt Ukerewe) ist ein tansanischer Geistlicher und römisch-katholischer Bischof von Bunda.

## Leben
Simon Chibuga Masondole studierte von 1998 bis 2001 Philosophie am Our Lady of the Angels Major Seminary in Kibosho und von 2001 bis 2006 Katholische Theologie am St. Charles Lwanga Major Seminary in Segerea. Masondole wurde am 25. Januar 2006 in Segerea zum Diakon geweiht und empfing am 2. Juli desselben Jahres in Nyamanga das Sakrament der Priesterweihe für das Erzbistum Mwanza.
Nachdem Simon Chibuga Masondole 2006 kurzzeitig als Pfarrvikar in Kahangara gewirkt hatte, wurde er im selben Jahr Vize-Direktor des Diözesanbüros für Liturgie und Pfarrvikar in Nansio. 2008 wurde Masondole für weiterführende Studien nach Italien entsandt. Dort studierte er Liturgiewissenschaft am Istituto di Liturgia Pastorale Santa Giustina in Padua (2008–2012) und am Päpstlichen Athenaeum Sant’Anselmo in Rom (2012–2016). Neben seinem Studium war er von 2009 bis 2012 als Pfarrvikar in Conselve tätig sowie von 2015 bis 2018 in einer Pfarrei im Bistum Tortona. Seit 2018 war Simon Chibuga Masondole Pfarradministrator, Direktor der St. Francis of Assisi Nursery & Primary School und Präsident der Priests’ Union in Bunda.
Am 6. April 2021 ernannte ihn Papst Franziskus zum Bischof von Bunda. Der Erzbischof von Mwanza, Renatus Leonard Nkwande, spendete ihm am 4. Juli desselben Jahres vor der Kathedrale St. Paul in Bunda die Bischofsweihe; Mitkonsekratoren waren der Bischof von Geita, Flavian Kassala, und der Bischof von Kigoma, Joseph Mlola OSS.